# Via Po
(Davide Bertolotti, Descrizione di Torino, 1840)
Via Po è una delle vie storiche del Centro di Torino e collega la piazza Castello a piazza Vittorio Veneto. 
È caratterizzata dagli edifici con i portici tipici torinesi, sotto i quali si dispongono numerosi negozi, librerie e alcune bancarelle.

La via è percorsa da molte delle principali linee di trasporto pubblico della città, autobus e tram.

## Storia

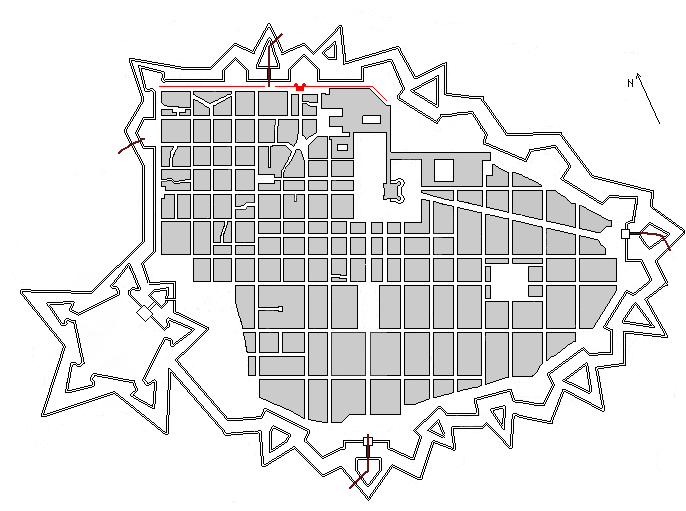
Mappa del secondo ampliamento della città del 1663. In obliquo si può notare la nuova "Contrada di Po".

Nella seconda metà del Seicento, a seguito anche di periodiche epidemie di peste, si rese necessaria una radicale opera di risanamento della "Contrada di Po", considerata malsana e insalubre.
Frutto del secondo ampliamento urbanistico del capoluogo sabaudo, promosso nel 1663 dal duca Carlo Emanuele II di Savoia e continuato per volere dalla reggente Maria Giovanna Battista di Savoia, la nuova "Contrada di Po" fu progettata dall'architetto Amedeo di Castellamonte e inaugurata nel 1674.

Il suo percorso obliquo divenne l'arteria principale del quartiere "Borgo Nuovo" in cui si erano concentrati, sin dal tardo medioevo, edifici istituzionali come lo Studium (l'attuale Università di Torino) inaugurato nel 1404, un'accademia militare, studi professionali e, in seguito, anche l'Accademia Albertina di Belle Arti.
Il suo compito era congiungere piazza Castello, cuore del potere sabaudo, con quella che fino alla fine del XVIII secolo era la Piazza d'Armi della città, ovvero l'attuale piazza Vittorio Veneto.

Inoltre, la via segnava la strada per Chieri e il Monferrato, che partiva dal vecchio ponte sul Po, che sorgeva nei pressi dell'attuale Ponte Vittorio Emanuele I e che era l'unico varco che consentiva di superare il fiume.
Nel 1720, sotto il regno di Vittorio Amedeo II di Savoia, vi furono dei rimaneggiamenti agli edifici che portarono all'aggiunta dei portici che la caratterizzano e fu nominata "via Po".
Nella prima metà dell'Ottocento, per volere di re Vittorio Emanuele I di Savoia, furono aggiunti i terrazzi a copertura dei passaggi pedonali in modo da consentire al sovrano e al suo seguito di raggiungere la chiesa della Gran Madre situata oltre il ponte, percorrendo indisturbato il tragitto da Palazzo Reale anche in caso di pioggia.
Nella notte del 28 agosto 1862, un grosso incendio distrugge casa Tarino, al numero 18 della via, causando ben 17 morti tra i vigili del fuoco ed i soccorritori intervenuti.
Durante la seconda guerra mondiale il quartiere subì gravi danni a seguito dei bombardamenti del 1944 e ad essere più colpito fu prevalentemente il lato destro della via.
Il 1º ottobre 1977 la via fu attraversata da una manifestazione di protesta studentesca che degenerò nell'attentato incendiario all' "Angelo Azzurro", un locale ubicato nell'ultimo tratto sul lato destro della via e che portò alla morte di Roberto Crescenzio, studente lavoratore.

## Caratteristiche
La via, larga 30 metri (compresi i portici) e lunga 704, venne realizzata in modo non parallelo a causa della necessità di collegare il centro della città con il ponte sul Po. I portici che la caratterizzano, congiunti a quelli di piazza Castello, via Roma e via Pietro Micca, creano il più lungo sistema di portici presente in città.
La strada ha il rivestimento lapideo tipico delle vie del centro storico.

La via rappresenta da tempo un'importante arteria di comunicazione; è percorsa da numerose linee di tram e autobus ed è spesso utilizzata per cortei di sfilate o manifestazioni pubbliche: classica è quella dei lavoratori ogni Festa del lavoro, il 1º Maggio.
Essa funge anche da linea di separazione fra le denominazioni delle vie che in asse l'attraversano da una parte all'altra, dopo l'intersezione con via Carlo Alberto; procedendo da p.za Castello verso p.za Vittorio Veneto si trovano:
- via Bogino e via Virginio
- via san Francesco da Paola e via Vasco
- via Accademia Albertina e via Gioacchino Rossini
- via san Massimo e via Montebello
- via delle Rosine e via sant'Ottavio
- via San Francesco da Paola e via fratelli Vasco
- via Plana e via Giulia di Barolo

La via ospita la Gioielleria Musy Padre e Figli considerata la più antica gioielleria d'Italia e la Libreria Bourlot, frequentata da illustri letterati dell'Ottocento e del Novecento. Nella porzione centrale vi è anche la sede storica dell'Università degli Studi di Torino, fondata nel 1404, con il grande cortile interno circondato da porticato e i busti e le statue dei professori illustri che vi hanno insegnato. Sul medesimo lato, al fondo, si può trovare la sede della Fondazione Museo Accorsi-Ometto.
Sul lato opposto, si trova il palazzo dell'Accademia di medicina di Torino, dove Ascanio Sobrero compì i suoi studi sulla sintesi della nitroglicerina: una targa sotto i portici ricorda l'evento. 

Degni di nota sono anche lo storico Caffè Fiorio, meta di intellettuali e politici per tutto l'Ottocento.

## Galleria d'immagini
| - Via Po negli anni trenta: in fondo, piazza Castello - Carnevale di Torino 1866 via Po - Via Po vista dal Ponte Vittorio Emanuele I - Via Po in inverno - Via Po con le luminarie natalizie - Tipica illuminazione dei portici di via Po con i lampioni Settecento Grande progettati da Guido Chiarelli (fotografia degli anni sessanta) |